# Kråkerøy
Kråkerøy est une île et une localité de la commune de Fredrikstad ,  dans le comté d'Østfold en Norvège.

## Description
L'île de 20 km2 se trouve dans l'Oslofjord extérieur, juste à l'ouest de l'île Kjøkøy à laquelle elle est reliée par un pont. Fredrikstad est une ville en développement, et avec l'emplacement de l'île le long du centre-ville, Kråkerøy est un endroit naturel pour l'expansion industrielle et de sa population.
L'église de Kråkerøy, située au centre de Kråkerøy, est une longue église de 1911 de style roman et construite en pierre.

## Histoire
Kråkerøy est une ancienne municipalité du comté d'Østfold, qui se trouve aujourd'hui dans la municipalité de Fredrikstad dans le comté de Viken. Kråkerøy avait été établi en tant que municipalité en 1908 par séparation de Glemmen. Elle était entièrement situé sur des îles au sud du centre de Fredrikstad et comprenait les îles de Kråkerøy et Kjøkøy, ainsi que 63 petites îles, îlots et récifs au sud-ouest et au sud-est.
En 1994, Kråkerøy, ainsi que les municipalités de Borge, Onsøy et Rolvsøy, ont été fusionnées avec Fredrikstad.

## Galerie

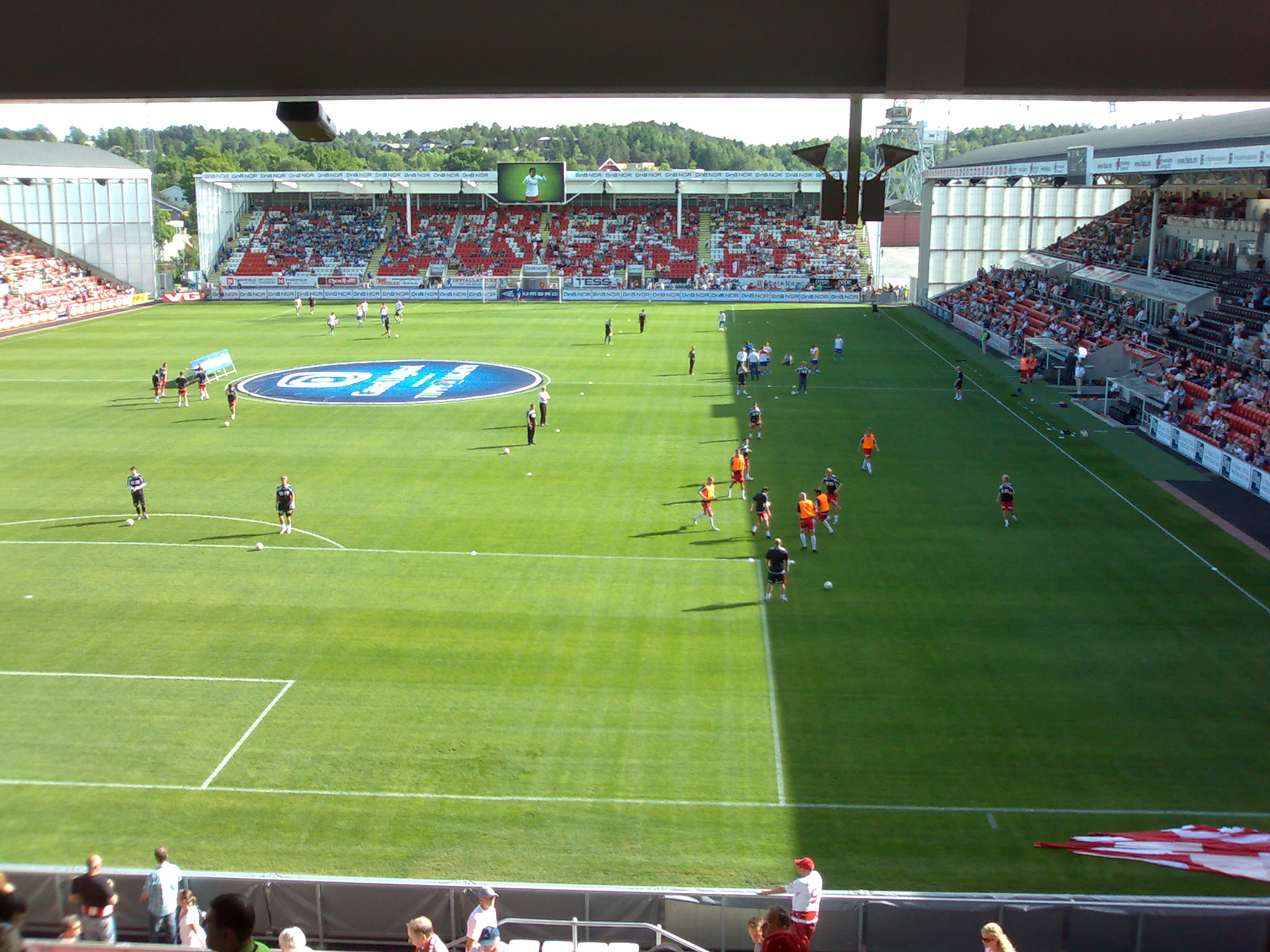
Stade de Fredrikstad sur l'île
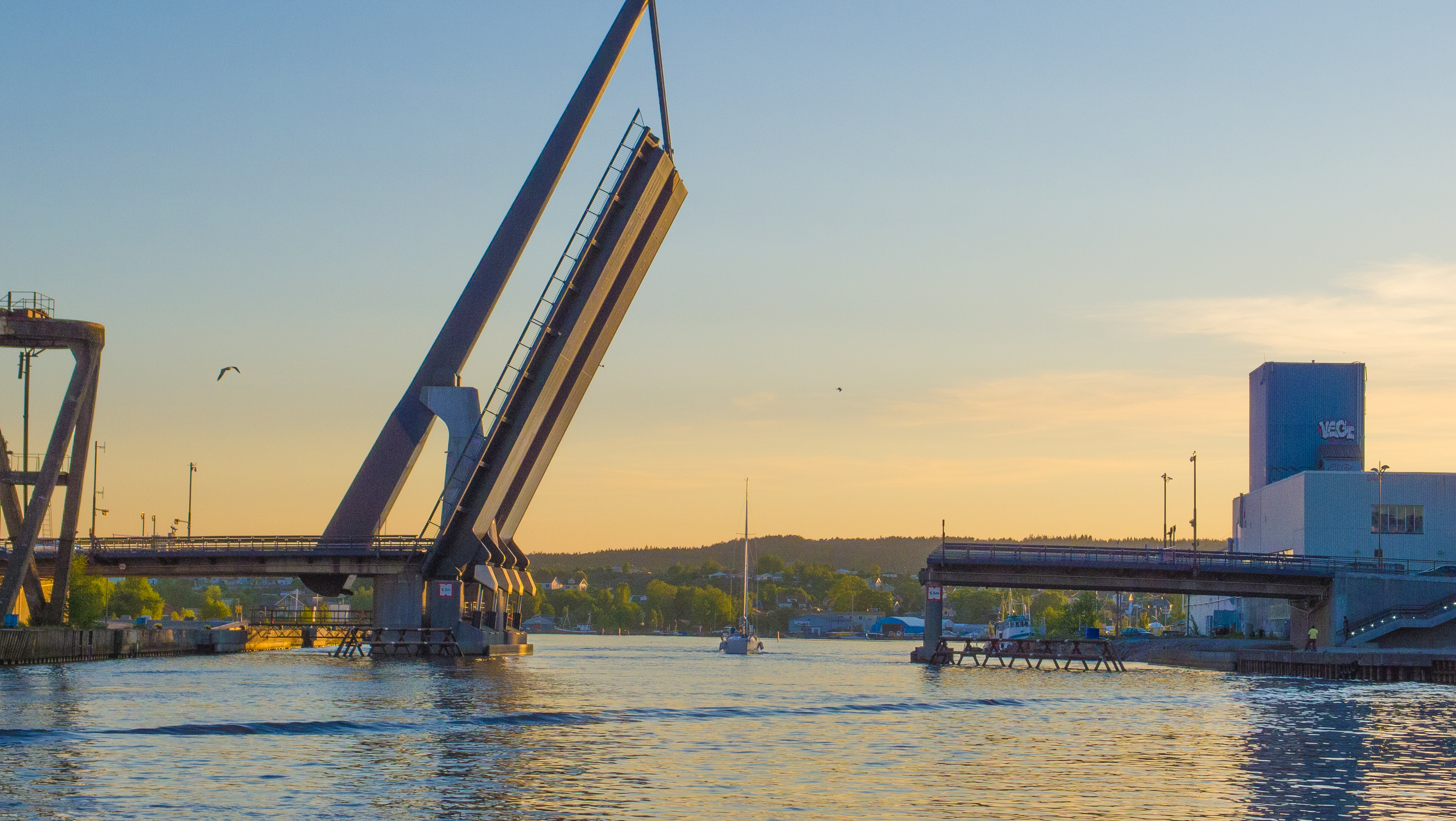
Pont entre les deuxîles